# Maciej Jabłoński (polityk)
Maciej Jabłoński (ur. 26 sierpnia 1976) – polski urzędnik państwowy, doktor nauk prawnych, w 2007 sekretarz stanu w Ministerstwie Rolnictwa i Rozwoju Wsi, radca prawny.

## Życiorys
W 2000 ukończył studia na Wydziale Prawa i Administracji Uniwersytetu Szczecińskiego. W 2005 uzyskał tytuł Master of Business Administration Uniwersytetu Szczecińskiego oraz Manchester Metropolitan University. W 2009 obronił na Wydziale Prawa Katolickiego Uniwersytetu Lubelskiego pracę doktorską Prawno-finansowe aspekty polityki państwa w zakresie rozwoju rolnictwa i obszarów wiejskich w Polsce. W 2011 uzyskał tytuł Executive Master of Business Administration Instytutu Nauk Ekonomicznych Polskiej Akademii Nauk.
Od maja 2003 do lipca 2005  pracował jako koordynator zespołu ds. pozyskiwania środków finansowych z funduszy pomocowych Unii Europejskiej, fundacji i stowarzyszeń w Urzędzie Miejskim w Darłowie. Od sierpnia 2002 do lipca 2005 pełnił również funkcję prezesa Zarządu Portu Morskiego Darłowo. Następnie w latach 2005–2006 pozostawał prezesem Aukcji Rybnej w Ustce.
W latach 2006–2007 sprawował funkcję szefa gabinetu politycznego ministra rolnictwa i rozwoju wsi Andrzeja Leppera, a następnie od 10 maja 2007 do 27 sierpnia 2007 był sekretarzem stanu w MRiRW (jako bezpartyjny, z rekomendacji Samoobrony RP). W latach 2007–2008 pełnił funkcję pełnomocnika ds. prawnych prezesa Agencji Nieruchomości Rolnych.
Był także m.in. członkiem Komitetu Polityki Ubezpieczeń Eksportowych, przewodniczącym Zespołu Krajowego Komitetu Sterującego PROW na lata 2004–2006, przedstawicielem MRiRW w Komitecie Rady Ministrów i ekspertem Konfederacji Pracodawców Polskich. W 2007 został nauczycielem akademickim. Pracował jako adiunkt na Uniwersytecie Kardynała Stefana Wyszyńskiego w Warszawie oraz w Koszalińskiej Wyższej Szkole Nauk Humanistycznych. W latach 2009–2012 pełnił funkcję członka zarządu Zakładu Mechanicznego „Pzl-Wola” w Siedlcach.